# Nina de Koning
Nina Anne Maxime de Koning (Amsterdam, 15 februari 1992) is een Nederlandse diskjockey, producer, auteur en radio host. Zo was ze van 2022 tot 2024 te horen als sidekick in het radioprogramma A State of Trance naast Armin van Buuren en Ruben de Ronde. Naast haar werk als solo artiest is ze onderdeel van techno formatie Disk Space samen met producer en goede vriend Adriaan Oudemans. Met Disk Space heeft de Koning remixes gedaan voor artiesten zoals Ferry Corsten en Remy Unger en haar muziek is uitgegeven op onder andere Armada Music, Flashover Recordings, Everyone On Acid en Frankyeffe's RIOT label. 
Tijdens de corona lockdown in Nederland fungeerde De Koning lange tijd als een van de woordvoerders met betrekking tot het heropenen van het nachtleven. Zo heeft ze in de Tweede Kamer gesproken over de gevolgen van de coronamaatregelen op het nachtleven, voornamelijk voor kwetsbare groepen zoals jongeren en de LHBTQ+ gemeenschap.
In 2013 verscheen een fictie verhaal van haar hand in de bundel Achievers van Lebowski Publishers naast bijdragen van onder meer Arjen Lubach, Özcan Akyol, Tim Hofman en Stella Bergsma.